# Maya Lin
Maya Lin (chinês: 林瓔, pinyin: Lín Yīng; n. Athens em Ohio, 5 de Outubro de 1959) é uma artista estadunidense que se tornou conhecida pelas sua obras arquitectónicas e paisagísticas.
Maya Lin é sobrinha de Lin Huiyin. O seu trabalho mais conhecido é o Monumento aos Veteranos do Vietname.
Seus pais emigraram da China para os Estados Unidos, seu pai em 1948 e sua mãe em 1949, e se estabeleceram em Ohio antes de Lin nascer.